# Università di Seattle
L'Università di Seattle (o Seattle University) è un'università statunitense privata con sede a Seattle, nello Stato di Washington.

## Storia
L'università fu fondata nel 1891 da Adrian Sweere, nel 1898 assunse il nome di Seattle College; l'attuale denominazione è datata 1948.

## Sport
I Redhawks, che fanno parte della NCAA Division I, sono affiliati alla Western Athletic Conference. La pallacanestro e il baseball sono gli sport principali, le partite interne vengono giocate al Bannerwood Park e indoor alla KeyArena.

### Pallacanestro
Seattle non è uno dei college più rappresentativi nella pallacanestro, conta 11 apparizioni nella post-season, e nel torneo del 1958 è giunta sino alla finale nazionale per poi essere sconfitta dai Kentucky Wildcats.

I Redhawks non prendono parte alla March Madness da 45 anni visto che l'ultima partecipazione è datata 1969.